# Paul Wittouck
Pour les autres membres de la famille, voir Famille Wittouck.
Paul Grégoire Pierre Wittouck, né à Leeuw-Saint-Pierre le 6 août 1851 et décédé à Uccle le 9 novembre 1917 en son château de La Fougeraie, est un industriel belge. Il épousa Catherine, baronne von Medem.

## Historique
Paul Wittouck est le fils de Félix-Guillaume Wittouck, le frère de Frantz Wittouck et de Félix Wittouck, l'époux de Catherine von Medem et le grand-père d'Éric Wittouck.
Il constitue la Société des Sucreries centrales de Wanze en 1871 et les Sucreries de Bréda et Berg-op-Zoom en 1887.
En 1894, avec son frère Frantz, il achète la « Raffinerie tirlemontoise » et se hausse ainsi parmi les plus importants industriels sucriers d'Europe.

## Le château de La Fougeraie
C'est Paul Wittouck qui fit construire dans la forêt de Soignes le château de La Fougeraie, bien connu dans le paysage Ucclois, par l'architecte Louis Süe (1875-1968). Un arboretum et des jardins à la française s'étendent autour de la propriété.
Le peintre Gustave Louis Jaulmes (1873-1959) fut chargé d'orner l'intérieur de fresques murales.